# Parkway Central Library
La Parkway Central Library, nota anche come Free Library o Central Library, è l'edificio principale della biblioteca pubblica e sede amministrativa del sistema della Free Library of Philadelphia. È la biblioteca più grande e l'unica biblioteca di ricerca, delle 54 filiali del sistema della Free Library.
La biblioteca fu inaugurata in Vine Street a Filadelfia il 2 giugno 1927. Quattro piani e il piano terra sono aperti al pubblico. L'ingresso principale si trova su Vine Street, tra la 19a e la 20a strada.

## Storia

### 19º secolo

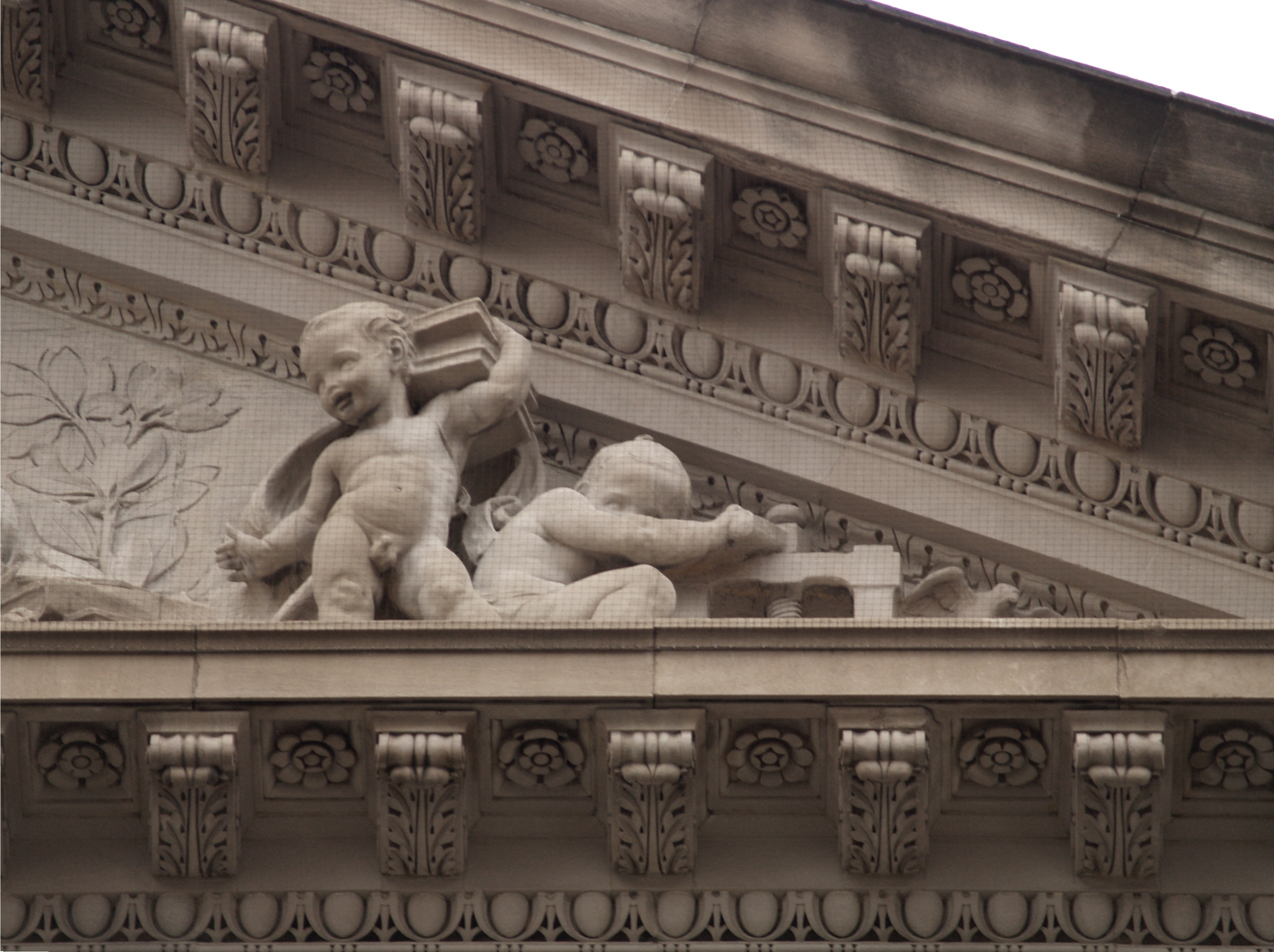
Frontone della Central Library

William Pepper si assicurò un finanziamento iniziale attraverso un lascito di 225.000 dollari da parte del suo ricco zio, George S. Pepper, e fondò la Free Library di Philadelphia nel 1891 come “una biblioteca generale che sarà gratuita per tutti”. La prima biblioteca pubblica di Filadelfia fu inaugurata nel marzo del 1894.
La biblioteca iniziale era situata in tre stanze anguste presso il Municipio, ma l'11 febbraio dell'anno successivo si trasferì nella vecchia Concert Hall al 1217-1221 di Chestnut Street. I funzionari della biblioteca criticarono questa seconda struttura come “un edificio del tutto inadeguato, dove il lavoro viene svolto in locali insicuri, antigienici e sovraffollati, in locali temporanei di fortuna”. Quindici anni dopo, la Biblioteca fu nuovamente trasferita, il 1º dicembre 1910, all'angolo nord-est tra la 13° e Locust Street.

### 20º secolo
La Parkway Central Library era stata progettata per la sua sede attuale fin dal 1911; vari ostacoli, tra cui la Prima Guerra Mondiale, ne frenarono il progresso. La costruzione iniziò nel 1917 e fu completata nel 1927. Il grandioso edificio in stile Beaux-Arts fu progettato da Julian Abele, capo progettista dello studio dell'importante architetto di Filadelfia Horace Trumbauer.
Il suo design è simile a quello dell'adiacente edificio del Tribunale di Filadelfia e la loro posizione su Logan Circle segue da vicino quella dell'Hôtel de Crillon e dell'Hôtel de la Marine su Place de la Concorde a Parigi.
Oltre ad essere la biblioteca principale, l'edificio funge da sede amministrativa del sistema. La biblioteca è stata inaugurata il 2 giugno 1927, nella sua sede attuale al 1901 di Vine Street a Filadelfia.

## La biblioteca

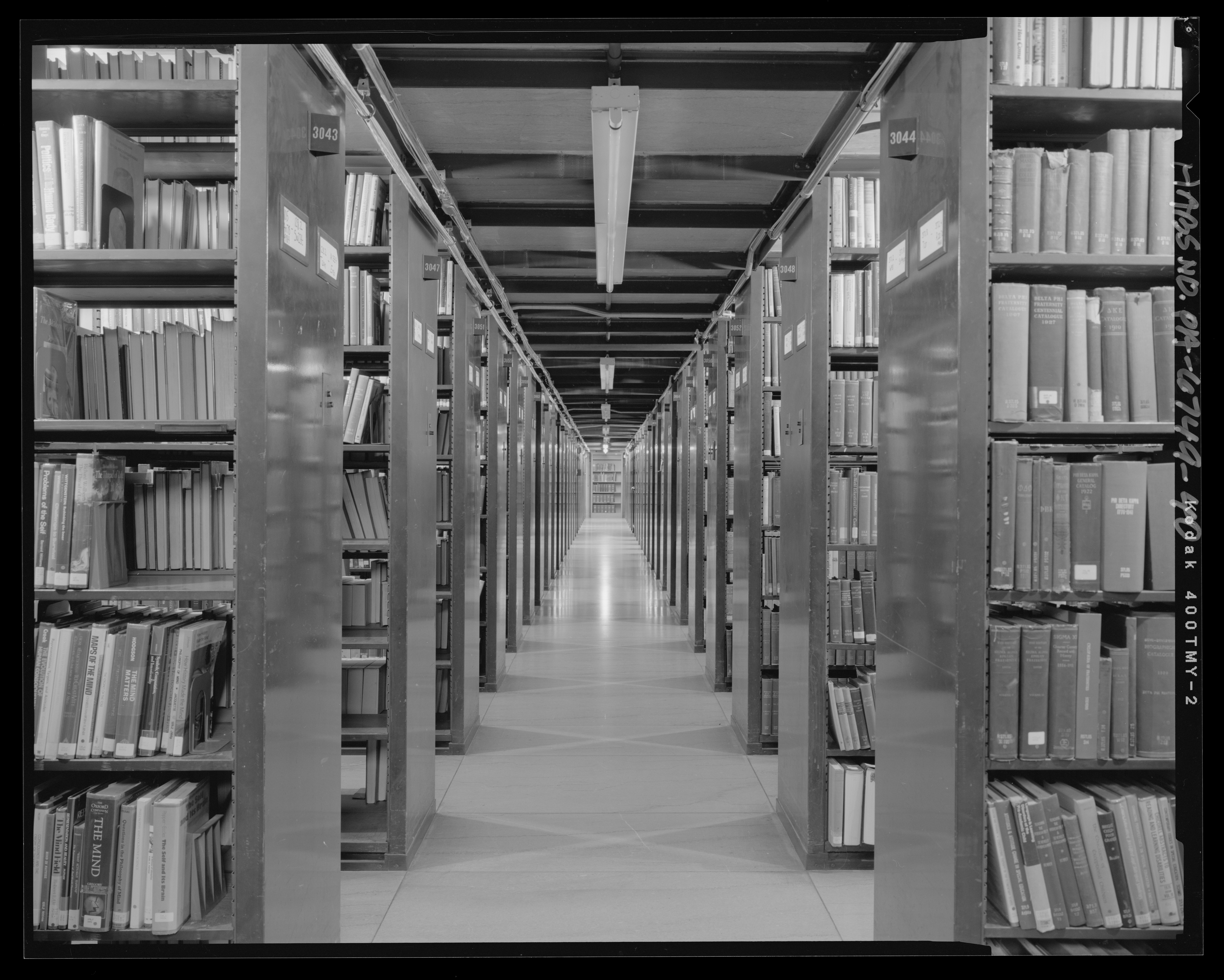
Le pile di libri del quarto livello prima del suo trasferimento al Centro operativo regionale.

Quattro piani e il piano terra sono attualmente aperti al pubblico.
Fino al 2016 la biblioteca utilizzava un sistema di ascensori, simile a quello usato dal sistema della New York Public Library, per recuperare i libri dalle grandi collezioni ospitate nei magazzini. Nel 2014 i libri situati nei magazzini furono trasferiti nel Regional Operations Center (ROC), aperto solo al personale.

### Sala Philbrick
La Philbrick Hall, situata al primo piano, è il reparto di narrativa, cultura popolare e circolazione centrale della biblioteca.

### Sala Pepper

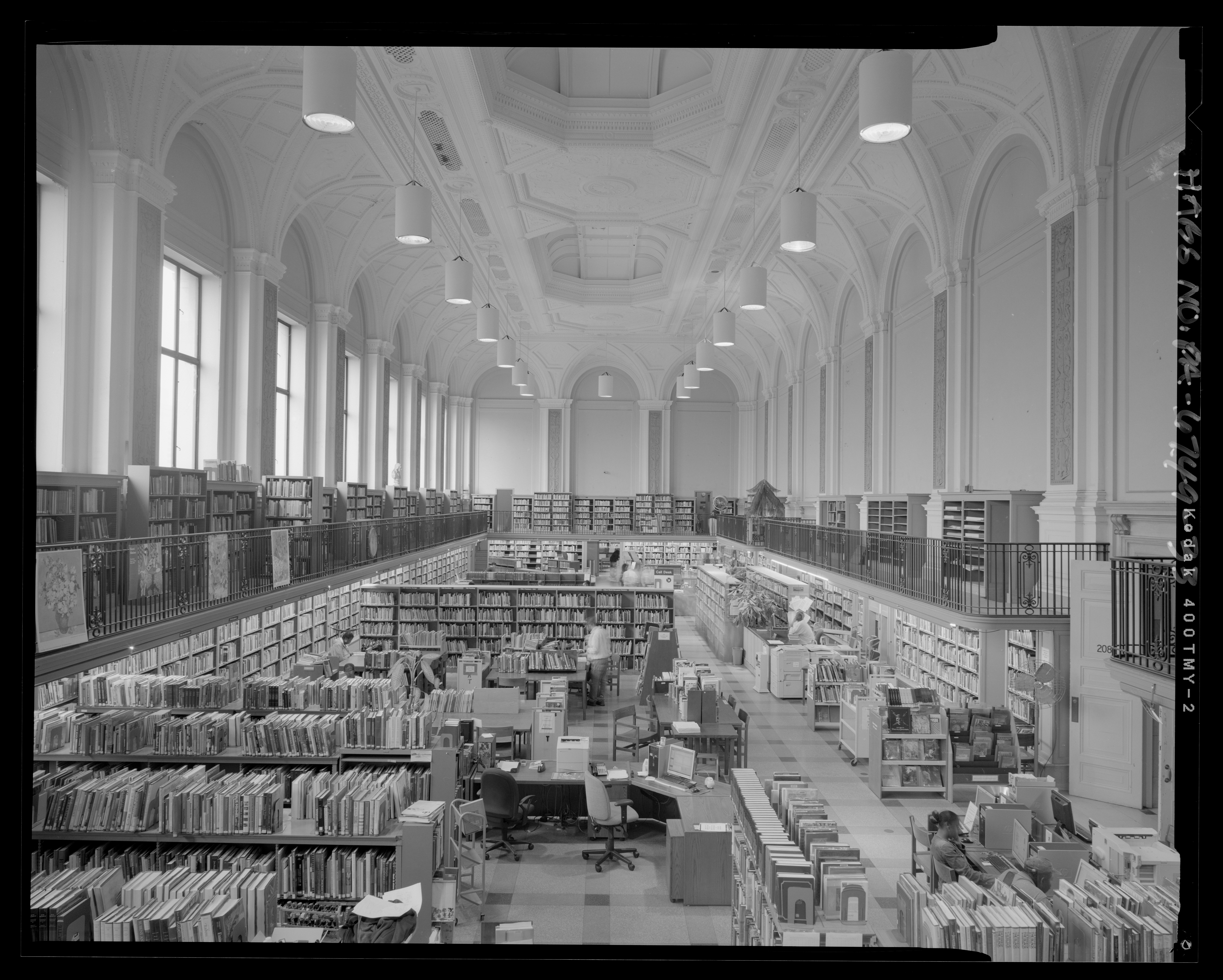
La Pepper Hall nel 2008

La Pepper Hall ospita sia il dipartimento di letteratura, che contiene oltre 100.000 volumi, sia il dipartimento di arte, che conserva una collezione di oltre 60.000 libri su belle arti, artigianato, oggetti da collezione e fotografia.

### Centro di Alfabetizzazione Culinaria
Dopo i lavori di ristrutturazione, il quarto piano ospita attualmente il Culinary Literacy Center, una cucina di livello commerciale utilizzata come aula e spazio di ristorazione per l'istruzione pubblica, inaugurato nel giugno 2014. L'idea è nata dal Presidente e Direttore della Free Library of Philadelphia, Siobhan Reardon, che desiderava “creare uno spazio per far progredire l'alfabetizzazione attraverso il cibo e la cucina intorno a un tavolo comune”. L'altra sezione ospita la Terrazza Skyline, che comprende un tetto verde. Un'altra sezione del piano è utilizzata come spazio per eventi e sale riunioni.

## Collezioni speciali

### Collezione di Ricerca sulla Letteratura per l'infanzia
La Children's Literature Research Collection della biblioteca gestisce una collezione di ricerca sulla letteratura per l'infanzia pubblicata dopo il 1836. L'archivio del CLRC possiede una delle più grandi collezioni di materiale di fonte primaria per la letteratura per l'infanzia del Paese. La collezione comprende una serie di opere d'arte originali, manoscritti ed ephemera della letteratura per l'infanzia.

### Dipartimento Libri Rari
Il Dipartimento Libri Rari ospita la collezione di Charles Dickens, con prime edizioni, lettere personali e il corvo di peluche di Dickens, Grip, oltre a manoscritti miniati, Americana, Beatrix Potter, primi libri per bambini, Edgar Allan Poe e arte popolare tedesca della Pennsylvania. La John Frederick Lewis Collection of European Manuscripts contiene oltre 200 manoscritti miniati dall'XI al XVI secolo e circa 2.300 ritagli e foglie di manoscritti.
Ci sono oltre 50 Libri d'ore, numerose Bibbie, testi liturgici e salteri, tra cui il Salterio di Lewis del regno di San Luigi. Sono rappresentate opere di letteratura profana, tra cui i manoscritti miniati di Lewis della Collezione Widener. C'è una collezione di circa 800 incunaboli, di cui 500 provengono dal lascito P.A.B. Widerner del 1899. La collezione di manoscritti dell'Asia orientale, provenienti da John Frederick Lewis, si trova nella biblioteca. I 153 manoscritti dell'Asia orientale forniscono formati fisici, tra cui libri, rotoli, libri a fisarmonica e libri a fogli di palma.

### Musica
Il dipartimento di musica della biblioteca contiene la Edwin A. Fleisher Collection of Orchestral Music, la più grande biblioteca di musica orchestrale al mondo, composta da oltre 21.000 titoli, e offre un centro di ricerca sulla vita dei compositori e dei direttori d'orchestra del XIX e XX secolo. Il dipartimento possiede la Collezione Drinker, che contiene oltre 900 opere di musica sacra e profana per le esibizioni corali.

### Altri
La Collezione di Riferimento Automobilistico della Biblioteca Centrale di Parkway gestisce un ampio catalogo di automobili.
La biblioteca possiede oltre 130.000 mappe di tutto il mondo, sia storiche che attuali, come parte della sua Collezione di mappe. Gli articoli delle collezioni speciali sono stati digitalizzati e possono essere consultati online.

## Ristrutturazioni del 2019
In April 2019, three new sections opened in the library after over a decade of renovations.
Nell'aprile 2019 sono state aperte tre nuove sezioni della biblioteca, dopo oltre un decennio di lavori di ristrutturazione.

### Centro Risorse e Innovazione per le Imprese
Il 12 aprile 2019 il Business Resource and Innovation Center, aperto nel 2016, è stato trasferito nello spazio appena rinnovato al piano terra della Parkway Central Library. Il Business Resource and Innovation Center si concentra nell'aiutare le persone a trovare nuove opportunità di lavoro, nell'aiutare la crescita delle piccole imprese e nell'assistenza nella ricerca di sovvenzioni per le organizzazioni non profit, compresa la ricerca di prospettive.
Il centro offre anche assistenza nella protezione della proprietà intellettuale ed è una delle tre sedi in Pennsylvania ad essere stata designata dall'Ufficio Brevetti e Marchi degli Stati Uniti come Centro Risorse Brevetti e Marchi.

### Centro per adolescenti Marie e Joseph Field
Al piano terra si trova anche il Teen Center di Marie e Joseph Field, di 4.000 metri quadrati, progettato come un centro di attività orientato agli adolescenti, dove i giovani adulti possono formare gruppi di studio e avere accesso a saggistica e narrativa per giovani adulti.

### Centro Robert e Eileen Kennedy Heim per l'impegno culturale e civico
Il Robert and Eileen Kennedy Heim Center for Cultural and Civic Engagement, situato al primo piano, direttamente sopra il Business Resource and Innovation Center, è concepito come un centro per “l'impegno e l'interazione, il discorso intellettuale e la risoluzione di problemi di base”.